# 솔레놉신
솔레놉신(Solenopsin)은 분자식이 C17H35N이며 열마디개미속의 독에서 발견되는 알칼로이드이다. 이 성분은 개미독의 주요한 독소로 알려져 있으며 사람이 열마디개미속의 개미한테 대량으로 쏘일 경우 심폐부전을 일으킬 수 있는 성분이다.
솔레놉신은 화학적으로 메틸기로 구성된 피페리딘(en:Piperidine) 고리와 기다란 소수성 사슬을 포함한다. 붉은불개미를 위시한 열마디개미속의 독은 피페리딘을 포함한 여타의 화학적으로 관련성이 있는 피페리딘 물질들을 포함하고 있어서, 개미에게서 순수한 솔레놉신을 뽑아내는 것은 어렵다. 그래서 솔레놉신과 관련된 화합물들은 개별적인 연구를 위해 순수한 화합물을 합성할 수 있는 유기물 합성(:en:organic synthesis)의 대상이 되어왔다. 1998년에 최초로 합성된 이래로, 다양한 단체들이 이성질체가 없는 솔레놉신 등의 개미의 독의 알칼로이드 성분을 합성하기 위해 참신하고 창의적인 방식을 개발해왔다.

## 완전합성
솔레놉신을 완전합성(:en:total synthesis)하는 다양한 방법이 있다. 이 방식은 보웬 외의 사람들이 제안하였다.(사진 1) 반응은 1-브롬운데케인에서 유래한 그리냐르 시약을 동반한, 4-클로로피리딘의 알칼리화로 시작하며, 페닐클로로폼산이 반응하여 4-클로로-1-(페녹시카보닐)-2-n-운데실-1,2-디하이드로피리딘을 형성한다. 카르밤산페닐은 BOC 보호기(:en:BOC protecting group)로 전환되고, 피리딘은 6 position에서 메틸화한다. 이후 피페리딘 고리는 Pd/C(:en:Palladium on carbon)와 함께 촉매작용으로 인한 수소화(en:hydrogenation)를 통해 테트라하이드로피리딘으로 환원되고, 수소염화붕소나트륨(:en:sodium cyanoborohydride)과 함께 피페리딘 고리로 환원된다. BOC기는 최종적으로 제거되어 솔레놉신이 생산된다. 다양한 유사구조 화합물이 이 과정의 변형을 이용해 합성된다.

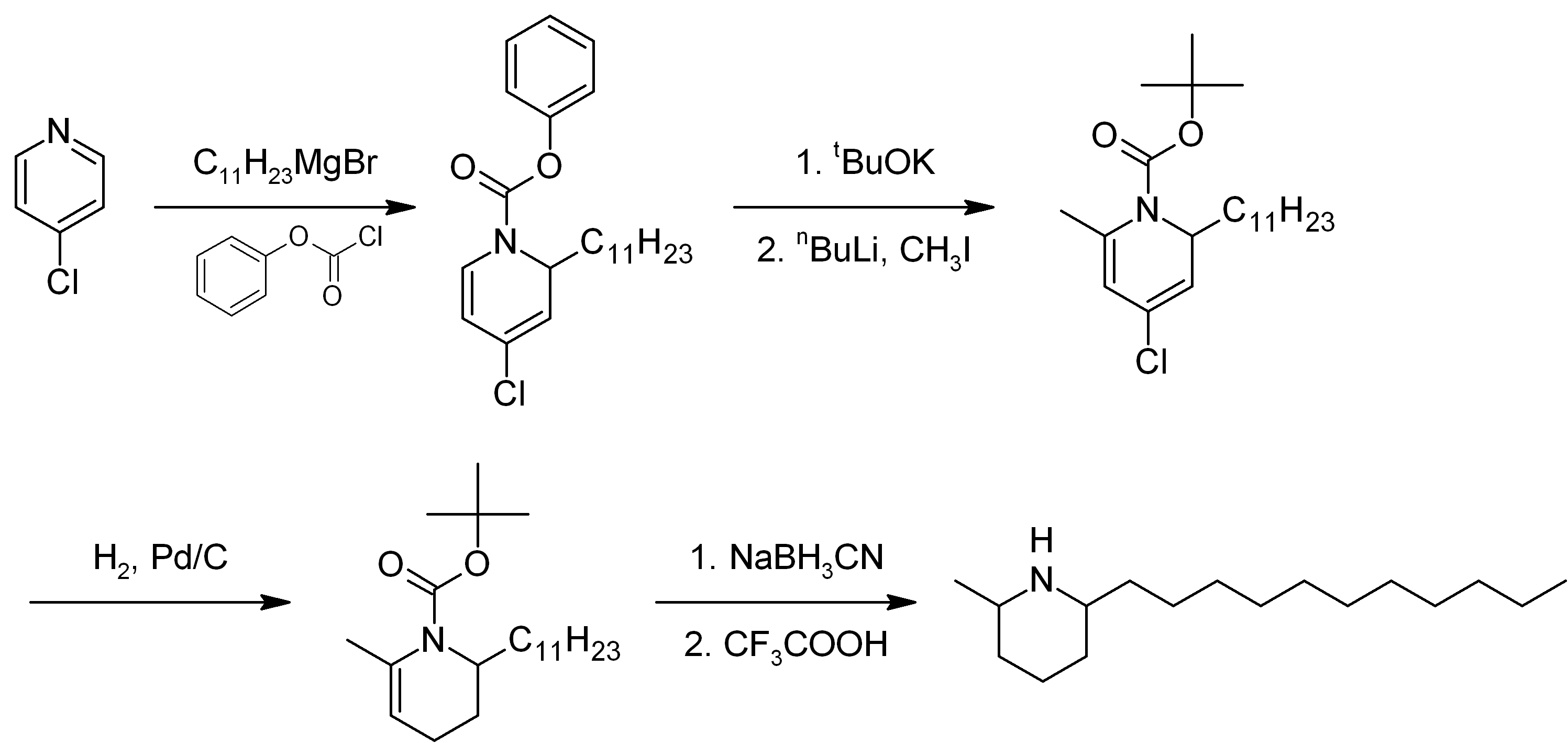
사진 1. 라세미 혼합물 솔레놉신 합성의 예시

## 생물학적 활성
솔레놉신은 독성 이외에도 다양한 생물학적 효과를 가지고 있다. 시험관 환경에서 포스포이노시타이드 3-키나아제(:en:phosphoinositide 3-kinase, PI3K) 신호 전달 경로를 통해 혈관형성(en:angiogenesis)을 억제하며, L-아르기닌(en:L-arginine)과 상충하지 않는 듯이 보이는 방식으로 신경세포의 산화질소 합성효소(nNOS)를 억제하고, 일부 박테리아에서 정족수 감지(en:quorum-sensing)를 방해한다.
솔레놉신의 합성 구조유사 화합물(:en:Structural analog)은 잠재적인 건선의 치료제로서 연구되었다.

## 참고 문헌
- O'Hagan, David (1997). “Pyrrole, pyrrolidine pyridine, piperidine, azepine and tropane alkaloids”. 《Natural Product Reports》 (Review) 14 (6): 637. doi:10.1039/NP9971400637.